# La Dupe
Pour les articles homonymes, voir Blackbirds.

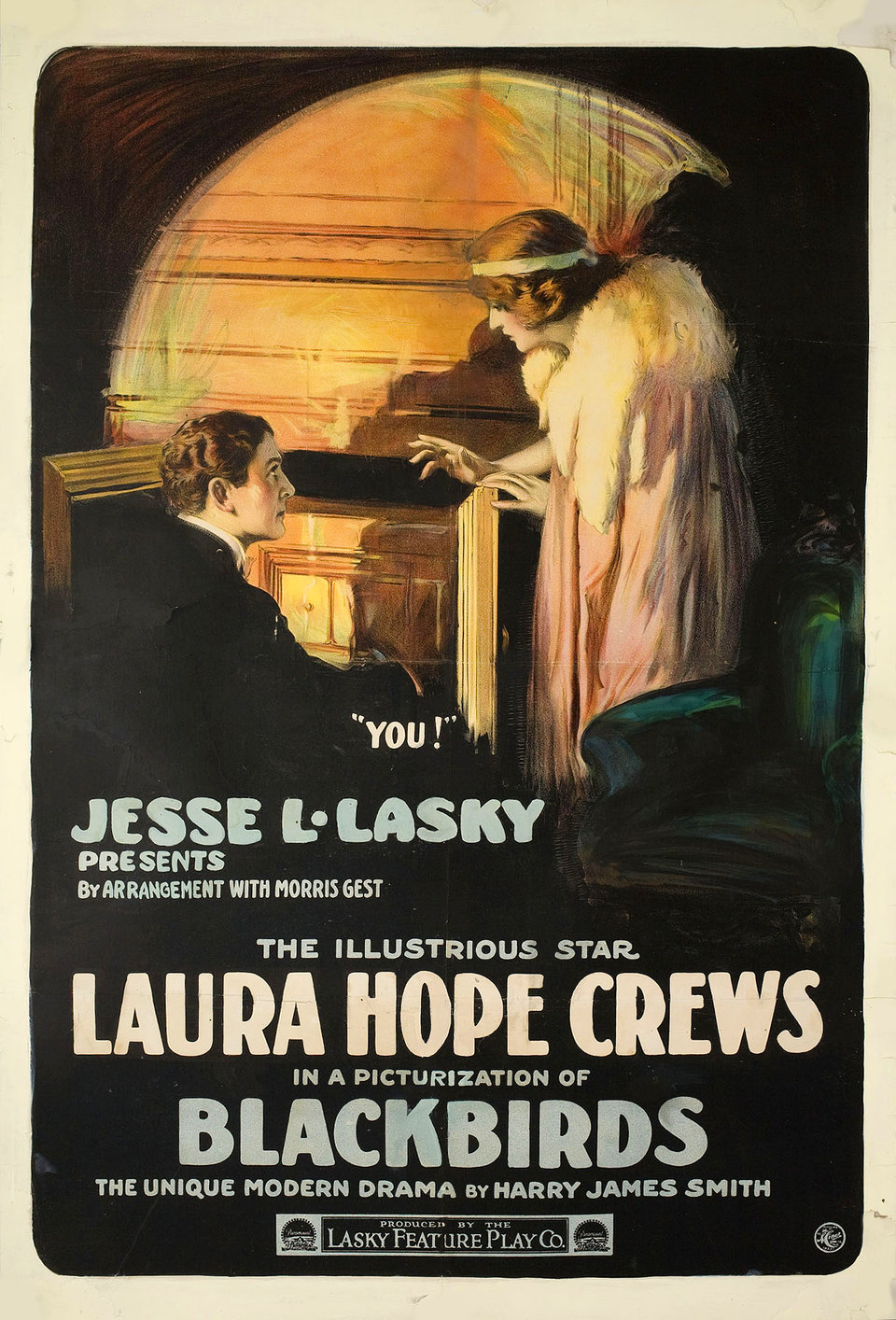
Affiche du film.

La Dupe (Blackbirds) est un film américain réalisé par J. P. McGowan, produit par Jesse Lasky et sorti en 1915.

## Synopsis
Bloqué à Alger, Hawke Jr., un agent des services secrets américains fils d'un célèbre détective new-yorkais, est mis au défi par son père de capturer les membres du gang de contrebande Bechel-Isaacs, connu sous le nom de « Blackbirds ». Bien que conscient de la présence de Hawke, Bechel, le chef des Blackbirds, demande à sa jolie complice, Leonie Sobatsky, de se lier d'amitié avec les Crockers, un couple de nouveaux riches américains, et d'échanger un faux tapis oriental contre l'article authentique à 10 000 $ qu'ils ont récemment acheté à l'un des contacts de Bechel.

## Fiche technique
- Titre original : Blackbirds
- Réalisation : J. P. McGowan
- Scénario : Margaret Turnbull d'après la pièce de 1913 Blackbirds de Harry James Smith
- Production : Jesse Lasky, Morris Gest
- Photographie : Charles Rosher
- Distributeur : Paramount Pictures
- Genre : Comédie dramatique[1]
- Durée : 5 bobines
- Date de sortie : 14 octobre 1915

## Distribution
- Laura Hope Crews : Leonie Sobatsky
- Thomas Meighan : Jack Doggins/Honorable Nevil Trask
- George Gebhardt : Bechel
- Raymond Hatton : Hawke Jr.
- Jane Wolfe : Contesse Maroff
- Florence Dagmar : Miss Crocker
- Evelyn Desmond : Mrs. Crocker
- Edwin Harley : Mr. Crocker
- Frederick Wilson : Abie Isaacs